# Vallée des Forts
La vallée des Forts est un lieu-dit du Québec situé en Montérégie, le long de la rivière Richelieu.
Les forts de la vallée du Richelieu ont été érigés pour contrer la menace iroquoise au XVIIe siècle, puis celle des Américains au XIXe siècle, descendant ladite rivière afin de chasser les Britanniques et de prendre possession du territoire québécois. 

## Liste des forts érigés
- Fort Chambly (Chambly, 1711)
- Fort Lennox (Saint-Paul-de-l'Île-aux-Noix, 1819)
- Fort Richelieu (Sorel, 1641 -bois, 1665 -pierre, détruit)
- Fort Sainte-Thérèse (Saint-Jean-sur-Richelieu, 1665 -bois, 1747 -bois, 1760 -bois, détruit)
- Fort Saint-Jean (Saint-Jean-sur-Richelieu, plusieurs constructions de 1666 à 1775, 1839 -actuelle)
- Fort de Saint-Ours (Saint-Ours-sur-Richelieu), détruit